# Jilin (stad)
Jilin is een stad en een prefectuur in de gelijknamige Chinese provincie Jilin in het noordoosten van het land. Bij de volkstelling van 2020 had de stad 1.509.292 inwoners, de gehele prefectuur had 3.623.713 inwoners.
De stad wordt ook wel "Rivierstad" genoemd, naar een gedicht door keizer Kangxi, die de stad bezocht in 1674. Daarnaast slaat de naam op de rivier de Songhua, die om bijna de hele stad heen stroomt. De stad zelf ligt namelijk in een heuvelachtig gebied in de buurt van de rivier. Op 7 kilometer van de stad ligt de Fengmanstuwdam, een van de eerste en grootste waterwerken van China.

## Geschiedenis
De stad werd gesticht als een militaire post in 1673. In 1913 kreeg de stad een spoorwegaansluiting op de stad Changchun en daarmee ook met andere steden in Mantsjoerije. Na de invasie van Mantsjoerije, werd de zware industrie door Japan sterk uitgebreid. Na 1945 werd deze industrie door China verder uitgebouwd.

## Economie
De stad heeft een grote ijzer- en staalindustrie, chemische industrie en levensmiddelenindustrie. Zo heeft staalreus Jianlong Group hier een grote plaatstaalfabriek. De chemische industrie raakte in grote opspraak in 2005, toen bij een explosie in een van de fabrieken (petrochemische fabriek nr. 101) 6 doden vielen en tienduizenden mensen moesten worden geëvacueerd. Daarnaast zorgde dit voor een 80 kilometer lange strook met 100 ton zwaar giftig benzeen in de rivier de Songhua, die onder andere de watervoorziening van de stroomafwaarts gelegen stad Harbin en van verschillende Russische steden aan de Amoer in gevaar bracht.

## Toerisme
Bij de stad liggen verschillende skigebieden. In januari en februari komen veel Japanse toeristen naar de stad om het rijp te zien op de bomen langs de oever van de Songhua. Deze rijp wordt veroorzaakt door de opstijging van warme lucht uit de Songhua, die dan lucht van −20 °C ontmoet, wat zorgt voor de kristallisatie van waterdamp op de twijgen van de bomen. Deze rijp wordt gezien als een van de vier natuurlijke wonderen van China, samen met de bergen en stromen van Guilin, het stenen bos van Yunnan en de Drie Stromen in de Yangtze.

## Zustersteden
- Nachodka (kraj Primorje, Rusland)

## Geboren
- Li Xianting (1949), kunstcriticus